# Rock Point
Rock Point is een plaats (census-designated place) in de Amerikaanse staat Arizona, en valt bestuurlijk gezien onder Apache County.

## Demografie
Bij de volkstelling in 2000 werd het aantal inwoners vastgesteld op 724.

## Geografie
Volgens het United States Census Bureau beslaat de plaats een oppervlakte van
35,7 km², geheel bestaande uit land. Rock Point ligt op ongeveer 1525 m boven zeeniveau.

## Plaatsen in de nabije omgeving
De onderstaande figuur toont nabijgelegen plaatsen in een straal van 40 km rond Rock Point.